# Wullschlaegelia
Wullschlaegelia Rchb.f., 1863 è un genere di piante della famiglia delle Orchidacee diffuso in America Latina. È l'unico genere della tribù Wullschlaegelieae.

## Descrizione
Sono piante micoeterotrofiche terrestri, prive di clorofilla, che ricavano i nutrienti da funghi del terreno.

## Distribuzione e habitat
Il genere ha un ampio areale neotropicale che si estende dal Messico meridionale a gran parte del Sudamerica.

## Tassonomia
L'enigmatico genere Wullschlaegelia, in passato incluso nella tribù Calypsoeae, è attualmente inquadrato in una tribù a sé stante, Wullschlaegelieae, nell'ambito della sottofamiglia Epidendroideae.
Comprende due specie:
- Wullschlaegelia aphylla (Sw.) Rchb.f.,1863
- Wullschlaegelia calcarata Benth., 1881